# Центральне бюро статистики Нідерландів

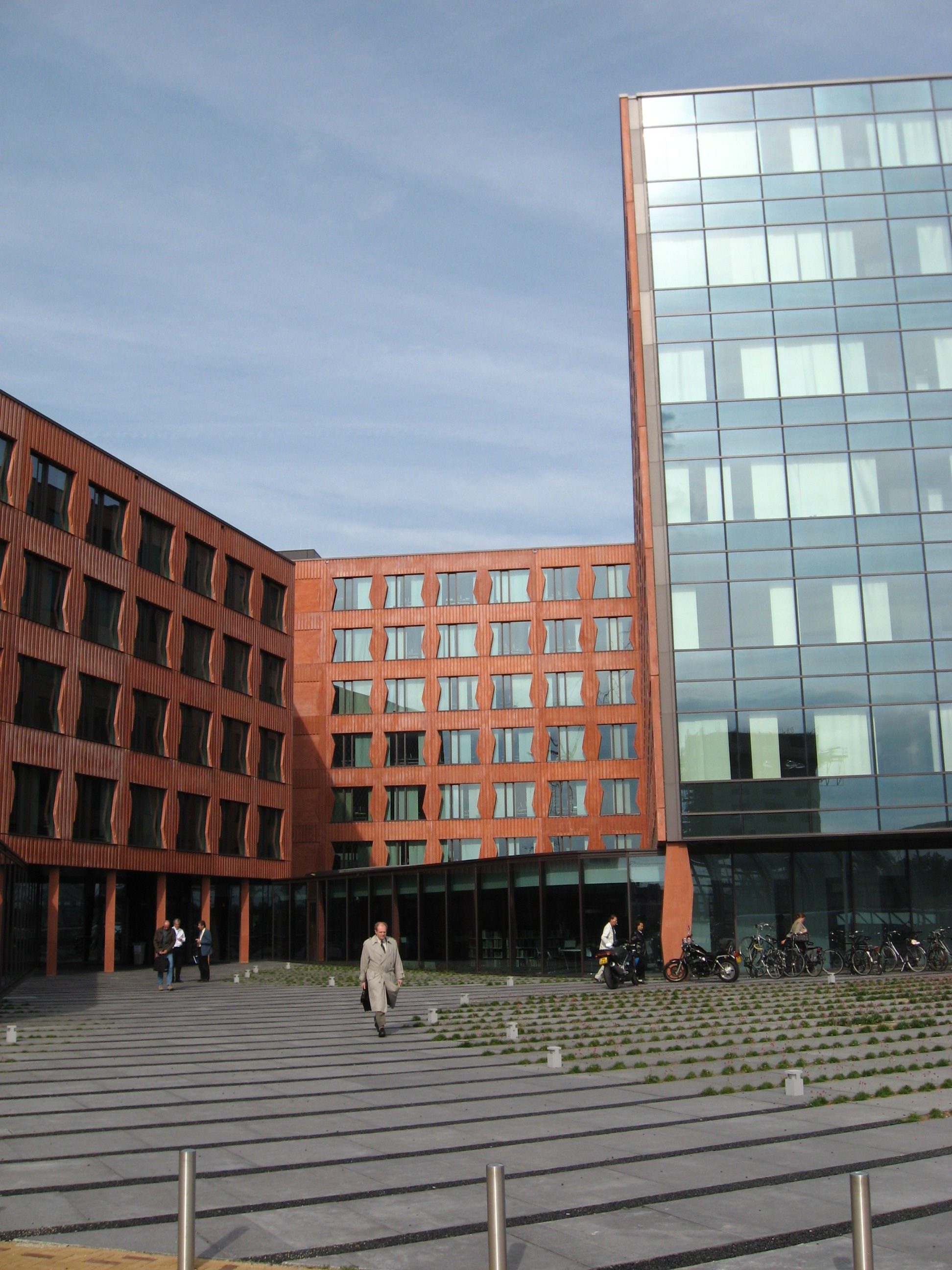
Офіс ЦБС у Гаазі

Центральне бюро статистики Нідерландів (ЦБС) є голландською державною установою, яка збирає статистичну інформацію про Нідерланди. Засноване в 1899 році. Бюро розташоване у Гаазі та Герлені. 3 січня 2004 року Центральне бюро статистики Нідерландів стало самостійною організацією. Його незалежний статус у законодавстві гарантує надійний збір та розповсюдження інформації, що підтримує публічні дебати, розробку політики та прийняття рішень.

## Діяльність
ЦБС збирає статистичну інформацію, серед іншого про:
- Кількість населення
- Споживче ціноутворення
- Економічного зростання
- Доходи людей та домогосподарств
- Безробіття
- Релігію

ЦБС здійснює програму, яка затверджується Центральною комісією статистики. Цю комісію в 2016 році замінила Дорадча рада. Ця незалежна рада повинна зберігати неупередженість, незалежність, якість, актуальність та безперервність діяльності ЦБС, згідно із Законом про ЦБС від 1996 р. (Wet op het Centraal bureau en de Centrale commissie voor de statistiek) та 2003 р.